# Tally Weijl
Tally Weijl est une entreprise d'origine suisse qui dessine, produit et vend dans ses magasins des vêtements et accessoires de mode pour jeunes femmes et jeunes filles. Tally Elfassi-Weijl et Beat Grüring ont fondé cette entreprise à Lohn en 1984. Avec de 860 magasins, Tally Weijl est aujourd’hui représentée dans 39 pays et emploie plus de 3400 personnes (en 2015) dans le monde, pour un chiffre d’affaires extérieur de 515 millions d’euros en 2011.

## L’entreprise aujourd’hui
Le siège principal de Tally Weijl, le Campus, est situé à Bâle. L’entreprise dispose de ses propres centres de distribution ; le site de Lörrach (Allemagne) s’occupe de l’Europe centrale et de l’est, Zofingen (Suisse) de la Suisse et Milan, de l’Europe du sud. Ces centres de distribution fournissent les 860 magasins répartis dans 39 pays (en 2019). En 2011, Tally Weijl a réalisé un chiffre d’affaires extérieur d’environ 515 millions d’euros.

## Histoire
Les débuts - Tout commence en 1984. Cette année-là, Tally Elfassi-Weijl développe ses premières créations de mode en attendant d’intégrer l’École hôtelière de Lausanne. Tout en faisant ses études, elle crée ensuite douze collections par an dans un petit garage de Lohn (Suisse). À l’époque, Tally Elfassi-Weijl et Beat Grüring, cofondateur de l’entreprise, livrent les grandes maisons de mode et boutiques suisses à bord de leur propre voiture.
Les deux fondateurs ressentent très rapidement l’envie de vendre aussi leurs nouvelles collections sexy dans leurs propres magasins pour se rapprocher encore davantage des clientes. Le premier magasin Tally Weijl ouvre donc ses portes à Fribourg (Suisse) en 1987. En 1993, La nouvelle entreprise Tally Weijl se lance dans le commerce de détail et développe son propre concept de magasin, ouvrant d’autres points de vente en Suisse avec ses premiers partenaires franchisés.
Les fondateurs font bientôt leurs premiers pas sur de nouveaux marchés. En 1997, ils inaugurent leur premier magasin en Allemagne, suivi trois ans après de la Pologne. En 2000, plus de 50 magasins Tally Weijl existent en Europe.
Au cours des dernières années, Tally Weijl ouvre de nouveaux magasins dans toute l’Europe, parfois plus de cent par an. Aujourd’hui, l'enseigne compte plus de 800 magasins répartis dans 39 pays.
En mars 2017, Tally Weijl reprend 69 magasins et près de 300 salariés de Mim, une entreprise de prêt-à-porter française. L'ensemble des magasins non-repris est mis en liquidation en avril 2017,. La marque intègre aussi 37 magasins anciens franchisés Mim faisant passer le nombre total de ces magasins en France de 16 à 122.

## Les fondateurs et dirigeants
Tally Elfassi-Weijl est née à Tel-Aviv de parents roumains et néerlandais. Elle fait d’abord des études d’histoire de l’art et de tourisme à Paris. Alors qu’elle postule quelque temps après pour intégrer l’École hôtelière de Lausanne, elle crée pour patienter sa première collection de modèles en 1984 ; cette dernière lui apporte le succès et l’amène à créer son entreprise. Tally Elfassi-Weijl est la fondatrice, mais aussi la PDG de Tally Weijl.
Beat Grüring est le cofondateur et le PDG de Tally Weijl. Il dirige l’activité commerciale du Service and Support Center de Bâle.